# Polyrhachis decemdentata
Polyrhachis decemdentata är en myrart som beskrevs av Andre 1889. Polyrhachis decemdentata ingår i släktet Polyrhachis och familjen myror. Inga underarter finns listade i Catalogue of Life.